# Crisis de las Islas de Hanish
La Crisis de las islas de Hanish (o de la frontera entre Eritrea y Yemen, también conocida como Guerra de Odd) se desarrolló entre el 15 de diciembre y el 17 de diciembre de 1995. El conflicto tuvo como epicentro la isla de Hanish Mayor (o "Hanish al-Kabir"), una de las tres principales islas de un archipiélago, por el que los dos países terminaron enfrentándose. Hasta 1995 ésta solo había sido habitada por unos pocos pescadores yemeníes.
El archipiélago se encuentra en la zona meridional del mar Rojo (cerca del estratégico punto de Bab-el-Mandeb), que en este punto tiene 50 kilómetros de ancho. Desde la ocupación británica de Adén, este había sido considerado como parte de Yemen, a pesar de que estaban en el sur, en la parte del estrecho perteneciente a Eritrea.

## Antecedentes
Después de alcanzar la independencia en 1993 y de pasar a integrar la ONU, las autoridades de Eritrea habían comenzado las negociaciones con Yemen sobre el estatus del archipiélago. Antes de la invasión, ya se celebraron dos rondas de conversaciones.

## Causas
En 1995 una compañía alemana, auspiciada por Yemen, inició la construcción de un hotel y un centro de buceo en las islas. Los yemeníes enviaron una fuerza de 200 soldados a vigilar de la obra. Funcionarios de Eritrea pensaron que la obra de construcción que Yemen comenzó en Hanish Mayor era un intento de crear hechos sobre el terreno antes de las negociaciones previstas para febrero. 
También se han propuesto otras explicaciones del ataque de Asmara en la isla. Las fuentes de la oposición yemení afirmaron que durante 1994, Saná había recibido ayuda militar de Israel a través de Eritrea, que tomó Hanish cuando Saná no entregó los pagos prometidos. Militares yemeníes declararon que habían interceptado mensajes de radio en hebreo y que "varios israelíes" han contribuido a dirigir la operación de Eritrea. Esto hizo que la Liga Árabe sugiriera que el verdadero motivo del ataque fue que Israel pretendía crear una base de la isla. La segunda razón aducida es que puede haber petróleo en el mar Rojo y que los derechos territoriales de los fondos marinos fue la razón subyacente de la guerra.

## La guerra
Gutmann [mediador francés] produjo un acuerdo sobre los principios que Eritrea y Yemen firmaron el 21 de mayo. Las dos partes convinieron en recurrir al arbitraje, a que se abstenían de utilizar la fuerza, y de acatar el veredicto de un tribunal de arbitraje. El esfuerzo de mediación de Francia casi se derrumbó cuando, el 10 de agosto, fuerzas de Eritrea ocuparon Hanish al-Saghir. Con Yemen amenazando con tomar la acción militar, el Consejo de Seguridad de la ONU ordenó a las tropas eritreas que salieran de la isla. Asmara retiró sus fuerzas el 27 de agosto. La renovada amenaza de conflicto impulsó a Eritrea, a finales de agosto, para comenzar el despliegue a lo largo de su costa, de misiles de fabricación rusa SAM adquiridos de Etiopía.
Lefebvre

Impulsados por la preocupación por el proyecto de construcción yemení en Hanish al-Kabir, el ministro de Relaciones Exteriores de Eritrea Petros Solomon emitió, el 11 de noviembre de 1995, un ultimátum dando a Yemen un mes para retirar las fuerzas militares y civiles de Hanish al-Kabir. Cuando ese ultimátum acabó, las fuerzas militares yemeníes y los civiles no se habían retirado, por lo que los eritreos lanzaron su ataque y se apoderaron de la isla.
Los informes sobre el número de muertos en acción varían significativamente, pero se calcula que entre 3 y 12 militares eritreos y cerca de 15 yemeníes perdieron la vida durante el conflicto. Por otro lado, entre 185 y 196 soldados y 17 civiles yemeníes fueron capturados por los eritreos, los cuales fueron repatriados pocas semanas después. Durante el conflicto un buque mercante de Rusia fue atacado y averiado por un error de la Armada yemení.

## Arbitraje
Como la resolución del problema no podría ser alcanzada en las conversaciones bilaterales, la situación del archipiélago se colocó delante de la Corte Permanente de Arbitraje de La Haya, en los Países Bajos.

El 22 de noviembre de 1995, el ministro de Asuntos Exteriores de Yemen, Adb al Karim al Iryani se reunió en Saná con tres funcionarios de Eritrea para discutir el problema. Iryani, iba encabezando una delegación yemenita, y luego asistió a una reunión en Eritrea, el 7 de diciembre. Allí, ambas partes acordaron resolver la controversia sobre las fronteras marítimas mediante negociaciones, que se previeron para febrero de 1996. Si estas negociaciones fracasan, ambas partes acordaron llevar el caso a la Corte Internacional de Justicia en La Haya.
Lefebvre

Las dos partes presentaron su caso el 3 de octubre de 1996. El tribunal devolvió sus conclusiones (Capítulo XI - Dispositif) el 9 de octubre de 1998, y consideró que:

Las islas, islotes, rocas, y elevaciones de marea baja del grupo Zuqar-Hanish, incluyendo, pero no limitado a, Tres Foot Rock, Rock Parkin, Rocky Islets, Pin Rock, Suyul Hanish, Mid Islet, Doble Pico Island, la Isla Ronda, la Isla de la Ronda Norte, Quoin Island (13 ° 43'N, 42 ° 48'E), Chor Rock, Hanish Mayor, Peaky Islet, Mushajirah, Addar Ail Islets, Haycock Island (13 ° 47'N, 42 ° 47 ' E; no deben confundirse con las Islas Haycock al suroeste de Gran Hanish), la Isla Baja (13 ° 52'N, 42 ° 49'E), incluidos islotes y rocas sin nombre cerca al norte, este y sur, incluida Hanish la Menor, islotes y rocas sin nombre al noreste, la Isla Lengua y un islote al sur, la Isla Cercana y el islote sin nombre cerca del sureste, la Isla Tiburón, la isla Jabal Zuquar, la Isla Alta, y las Islas de Abu Ali (incluyendo la Isla Quoin (14 ° 05 'N, 42 º 49'E) y la Isla Pila) están sujetos a la soberanía territorial de Yemen;.
CAPÍTULO XI - Dispositif

El 1 de noviembre de 1998 el ministro de Defensa yemení Diefallah Mohammad Mohammad plantó la bandera de Yemen sobre la isla de Gran Hanish, así como el Ejército yemení y tropas de la Armada yemení tomaron posiciones en ella. Al mismo tiempo, las tropas eritreas partieron a bordo de un helicóptero y un buque naval.